# Beware the Batman
Beware the Batman ist eine US-amerikanische Computeranimationsserie über die Figur Batman von DC Comics aus den Jahren 2013 und 2014. Die Serie wurde auf dem Sender Cartoon Network erstausgestrahlt. Die deutschsprachige Veröffentlichung aller 26 Folgen erfolgte auf dem Fernsehsender ProSieben Maxx im Jahr 2014.

## Handlung
Beware the Batman erzählt Geschichten aus Bruce Waynes frühen Jahren als Batman. Er kämpft gegen die organisierte Kriminalität und wird über die Serie hinweg von seinem Butler Alfred Pennyworth trainiert. Bruce lernt Alfreds Patentochter Tatsu Yamashiro kennen, die als Bruce’ Bodyguard arbeitet und zugleich als Schwertkämpferin Katana als Partnerin von Batman fungiert.

## Hintergrund
Nach dem Ende der Serie Batman: The Brave and the Bold wurde eine neue Serie über Batman entwickelt, die einen ernsthafteren Ton anschlagen sollte. Als Sidekick fungiert Katana, die damit den klassischen Partner Batmans, Robin, ersetzt. Der Computeranimationsstil wurde der Serie Green Lantern: The Animated Series nachempfunden.
Einen Monat vor dem Serienrelease veröffentlichte Warner Bros. am 19. Juni 2013 den ersten Trailer der Serie. Er beinhaltet Material aus den ersten drei Episoden. Die Titelmusik stammt von den Dum Dum Girls.

## Synchronisation
Die deutschsprachige Synchronisation wurde durch die Synchronfirma Cinephon Filmproduktions in Berlin durchgeführt. Das Dialogbuch und die Dialogregie führte Andi Krösing.
| Rolle                          | Originalstimme       | Deutsche Stimme   |
| ------------------------------ | -------------------- | ----------------- |
| Batman / Bruce Wayne           | Anthony Ruivivar     | Arne Stephan      |
| Tatsu Yamashiro / Katana       | Sumalee Montano      | Marieke Oeffinger |
| Alfred Pennyworth              | JB Blanc             |                   |
| Lieutenant James Gordon        | Kurtwood Smith       | Helgo Liebig      |
| Barbara Gordon                 | Tara Strong          | Jodie Blank       |
| Harvey Dent / Two-Face         | Christopher McDonald | Peter Flechtner   |
| Killer Croc                    | Wade Williams        | Ben Hecker        |
| Margaret Sorrow / Magpie       | Grey Griffin         | Magdalena Turba   |
| Lazlo Valentin / Professor Pyg | Brian George         | Roland Hemmo      |

## Episodenliste
| Nr. | Deutscher Titel            | Originaltitel | Erstausstrahlung USA | Deutschsprachige Erstausstrahlung (D) | Regie        | Drehbuch                   |
| --- | -------------------------- | ------------- | -------------------- | ------------------------------------- | ------------ | -------------------------- |
| 1   | Mein Freund Alfred         | Hunted        | 13. Juli 2013        | 3. Sep. 2013                          | Sam Liu      | Mitch Watson               |
| 2   | Die diebische Elster       | Secrets       | 20. Juli 2013        | 4. Sep. 2014                          | Rick Morales | Mitch Watson               |
| 3   | Ordnung und Chaos          | Tests         | 27. Juli 2013        | 5. Sep. 2014                          | Curt Geda    | Jim Krieg                  |
| 4   | Die Liga der Assassinen    | Safe          | 3. Aug. 2013         | 7. Sep. 2014                          | Sam Liu      | Mark Banker                |
| 5   | Humpty Dumpty              | Broken        | 10. Aug. 2013        | 8. Sep. 2014                          | Rick Morales | Michael Ryan               |
| 6   | Projekt Metamorpho         | Toxic         | 17. Aug. 2013        | 9. Sep. 2014                          | Curt Geda    | Erin Maher, Kathryn Reindl |
| 7   | Willkommen in der Familie! | Family        | 7. Sep. 2013         | 10. Sep. 2014                         | Sam Liu      | Mark Banker                |
| 8   | Held und Jäger             | Allies        | 14. Sep. 2013        | 11. Sep. 2014                         | Rick Morales | Erin Maher, Kathryn Reindl |
| 9   | In den Fängen von Cypher   | Control       | 21. Sep. 2013        | 12. Sep. 2014                         | Curt Geda    | Michael Stern              |
| 10  | Kalibox                    | Sacrifice     | 28. Sep. 2013        | 14. Sep. 2014                         | Sam Liu      | Mark Banker                |
| 11  | Meister der Mode           | Instinct      | 5. Okt. 2013         | 15. Sep. 2014                         | Rick Morales | John Matta, Matt Weinhold  |
| 12  | Lebendig begraben          | Attraction    | 27. Juli 2014        | 16. Sep. 2014                         | Curt Geda    | Len Wein                   |
| 13  | Blackout                   | Fall          | 3. Aug. 2014         | 17. Sep. 2014                         | Sam Liu      | Mark Banker                |
| 14  | Die Lügen des Schakals     | Darkness      | 10. Aug. 2014        | 19. Okt. 2014                         | Rick Morales | Mitch Watson               |
| 15  | Das Seelenräuber-Schwert   | Reckoning     | 17. Aug. 2014        | 20. Okt. 2014                         | Curt Geda    | Mitch Watson               |
| 16  | Der Code                   | Nexus         | 24. Aug. 2014        | 21. Okt. 2014                         | Sam Liu      | Mark Banker                |
| 17  | Old Gotham                 | Monsters      | 7. Sep. 2014         | 22. Okt. 2014                         | Rick Morales | Greg Weisman               |
| 18  | Kinderspiel                | Games         | 14. Sep. 2014        | 23. Okt. 2014                         | Curt Geda    | Adam Beechen               |
| 19  | Killer Croc                | Animal        | 21. Sep. 2014        | 24. Okt. 2014                         | Sam Liu      | Mark Banker                |
| 20  | Der Doppelgänger           | Doppelganger  | 28. Sep. 2014        | 26. Okt. 2014                         | Rick Morales | John Matta, Matt Weinhold  |
| 21  | Die Roboter-Armee          | Unique        | 28. Sep. 2014        | 27. Okt. 2014                         | Curt Geda    | Ivan Cohen                 |
| 22  | Das Ende des Helden?       | Hero          | 28. Sep. 2014        | 28. Okt. 2014                         | Sam Liu      | Mark Banker                |
| 23  | Flüssiger Stein            | Choices       | 28. Sep. 2014        | 29. Sep. 2014                         | Rick Morales | Mark Hoffmeier             |
| 24  | Die Fälschung              | Epitaph       | 28. Sep. 2014        | 30. Okt. 2014                         | Curt Geda    | Mitch Watson               |
| 25  | Showdown (1)               | Twist         | 28. Sep. 2014        | 31. Okt. 2014                         | Sam Liu      | Mark Banker                |
| 26  | Showdown (2)               | Alone         | 28. Sep. 2014        | 2. Nov. 2014                          | Rick Morales | Mitch Watson               |

## Rezeption
Die Serie erhielt auf Rotten Tomatoes bei elf vorliegenden Kritiken ein Score von 82 %. Maricela Gonzalez von Entertainment Weekly meint, die Serie mache, anders als sie erwartet hätte, Spaß und auch Cliff Wheatley von IGN meint, dass Beware the Batman sehr unterhaltsam sei, ihn jedoch der Animationsstil stört.
Trotz der wohlwollenden Kritiken entwickelte sich Beware the Batman zu einem finanziellen Misserfolg und wurde nach der ersten Staffel abgesetzt.